# Eucalyptus stowardii
Eucalyptus stowardii là một loài thực vật có hoa trong Họ Đào kim nương. Loài này được Maiden mô tả khoa học đầu tiên năm 1917.